# بريان إيفانز (كرة سلة)
بريان إيفانز (بالإنجليزية: Brian Evans)‏ مواليد 13 سبتمبر 1973 في روكفورد، هو لاعب كرة سلة أمريكي سابق. بدأ مسيرته الاحترافية في سنة 1996. تم اختياره من قبل فريق أورلاندو ماجيك خلال الدرافت. يبلغ طوله 6 قدم 8 بوصة (2.0 م). حقق المركز الأول في الألعاب الجامعية الصيفية 1995. اعتزل اللعب في 2005. أحرز خلال مسيرته في الإن بي إيه 375 نقطة بمعدل 3.7 نقاط في المباراة الواحدة.

## المسيرة الاحترافية
لعب مع أورلاندو ماجيك من سنة 1996 إلى 1998، ثم لعب مع بروكلين نتس من سنة 1997 إلى 1999، ثم لعب مع مينيسوتا تمبر ولفز في سنة 1999، ثم لعب مع منز سانا 1871 باسكت في موسم 2000–2001، ثم لعب مع فيولا ريدجو كالابريا في الدوري الإيطالي في موسم 2001–2002، ثم لعب مع بالاكانسترو ريجيانا في موسم 2002–2003.

## الميداليات
| الميدالية | المسابقة                      |
| --------- | ----------------------------- |
| ذهبية     | الألعاب الجامعية الصيفية 1995 |

## روابط خارجية
- بريان إيفانز على موقع إن بي أي (الإنجليزية)
- بريان إيفانز على موقع سبورتس رفرنس (الإنجليزية)
- بريان إيفانز على موقع كرة السلة الأوروبية.كوم (الإنجليزية)
- بريان إيفانز على موقع كلية كرة السلة في سبورتس رفرنس.كوم (الإنجليزية)
- بريان إيفانز على موقع ريلجم (الإنجليزية)
- بريان إيفانز على موقع بروبوليرز (الإنجليزية)
- بريان إيفانز على موقع سبورتس رفرنس (الإنجليزية)